# Settimo Milanese
Settimo Milanese là một đô thị ở tỉnh Milano, vùng Lombardia của Italia, khoảng 9 km về phía tây của tỉnh lỵ Milano. Tại thời điểm ngày 31 tháng 12 năm 2004, đô thị này có dân số 17.853 và diện tích là 10,8 km².
Đô thịSettimo Milanese gồm cácfrazioni (đơn vị cấp dưới, chủ yếu là thôn làng) Vighignolo, Seguro, Villaggio Cavour, and Cascine olona. 
Settimo Milanese giáp các đô thị: Rho, Milano, Cornaredo, Cusago.